# Saffron
Samantha Marie Sprackling (nacida el 3 de junio de 1968, Ibadán, Nigeria) más conocida como Saffron es una cantante nigeriana, reconocida por haber sido la vocalista de la banda de música electrónica, Republica. También fue actriz en un momento dado, para la producción londinense del musical de Andrew Lloyd Webber de Starlight Express, apareciendo en el vídeo The One And Only del cantante Chesney Hawkes, como bailarina, y en el vídeo Mindflux de N-Joi.
Tras la desintegración de República, Saffron trabajó con The Cure, apareciendo en su canción "Just Say Yes", después de haber sido anteriormente la destacada vocalista de N-Joi en 1990 con su sencillo "Anthem", también en "Fuel My Fire" de The Prodigy, (de su álbum de 1997, The Fat of The Land), "Smile" de Deepsky (del álbum de 2002 In Silico) y las canciones "Crusher", "Spirits" y "Beauty Never Fades" de Junkie XL (de su álbum de 2003 Radio JXL: A Broadcast From the Computer Hell Cabin).
Saffron estaba trabajando en una nueva banda, Swarm, pero la banda nunca publicó algún material, además de una baja calidad de streaming de su canción "If My Friends Could See Me Now". En abril de 2009 prestó su voz para Parka.

## Sencillos como solista
- Mayo de 1992: "One Love"
- Enero de 1993: "Circles"